# Teodebert de Baviera
Teodebert I de Baviera, també Teodbert, Teudebert o Todpert (685 - 719), fou duc de Baviera de la dinastía dels agilolfings des del 702 fins a la seva mort, però supeditat fins al 716/717 al seu pare Teodó II de Baviera i a partir del 711 més o menys compartint el poder amb el seu germà Teodald i després també Grimoald i Tassiló.
Era el fill gran de Teodó II de Baviera i fou associat al govern des del 702, governant a Salzburg. L'any 711 el seu germà Teodald va esdevenir també cogovernant i el seu pare va començar a planejar la divisió del ducat a la seva mort i probablement abans del 715 va decidir la divisió, però no és segur si aquesta fou territorial o de govern conjunt. Probablement Teodó II volia ajudar a Sant Rupert de Salzburg, bisbe de Salzburgo i transferir la capital del ducat a la ciutat de Salzburg, seu de la diòcesi de Rupert. Teodebert va donar també ajuda a Ansprand i Liutprand en el seu retorn a Itàlia el 712, per recuperar el tron longobard.
A la mort de Teodoó II el 716 (o 717) Teodebert i els seus tres germans van iniciar la lluita entre ells; Teodebert, Teodald i Tassiló II van morir vers el 719 segurament en aquesta guerra entre germans. El germà Grimoald, que va sobreviure, va governar en endavant el territori unificat.
Teodebert s'hauria casat dues vegades: amb Imma d'Alamània (+ vers 735) amb la que va tenir dos fills: Aldegunda (casada amb Gautbert de Lommois, comte de Lommois, mort el 725) i Suanaquilda de Baviera (+ després del 740) esposa de Carles Martell (+ 22 d'octubre de 741); en segones noces hauria estat casat amb Regintruda d'Austràsia de la que va tenir a Guntrudis de Baviera, casada el 725 amb Liutprand rei dels longobards (+744). Moltes genealogies li atribueixen també la paternitat de Hugobert, que va heretar el ducat a la mort de Grimoald, però altres historiadors el consideren fill d'aquest darrer i no de Teodebert.